# 拜寺口方塔遗址
拜寺口方塔遗址，位于宁夏回族自治区银川市贺兰县洪广镇金山村，是一个宁夏贺兰山腹地的古建筑遗址，在此发现的《吉祥遍至口和本续》是世界现存最早的木刻活字印刷品。方塔原为一座13层的实心密檐式方塔，为中國大陸地區少有的木质塔心柱塔，也是西夏王朝唯一已知的方塔孤例。建于西夏大安二年（1075年）。1990年11月，方塔被盜墓者炸毁。经挖掘，方塔遺址发现文书、佛经等西夏时代文物。
拜寺口方塔是一座密檐实心砖塔，由11个逐渐缩小的正方形塔层组成塔体，每层缩小约0.2米，层次分明协调。塔顶残毁。底座见方6.2米，通高约30米。面南的每层密檐下，中间有一浅龛，高倍于宽，由下而上逐渐缩小，估计龛内原塑佛像。每层四角原有风铃，铃毁柄残。塔身外表饰以白灰，上有彩绘壁画，似为一人像，双臂屈伸，手托日月。塔旁有寺庙建筑遗址，推测应为西夏时期的佛教活动场所。
1991年，方塔被炸毁。一般推测认为是盗墓者為盗取地宫和天宫内的文物而炸毀方塔，盜墓者至今在逃。后在清理被毁塔基时，在相当于原塔心室的位置清理出大量西夏文、汉文佛经和世俗印本、写本等珍贵文献36种10余万字。其中9本西夏文《吉祥遍至口和本续》刻本，以白麻纸精制而成，是直接译自于藏传佛教的失传密宗经典。印本中多出现倒字等现象，据研究者和出版界学者共同认定，是世界现存最早的木活字印本。长5.76米的西夏文写本及汉字乾佑十一年（1180年）西夏皇帝李仁孝版刻发愿文、世俗诗歌集等，都是西夏文献的一次重大发现。
2010年12月6日，被列入宁夏回族自治区文物保护单位。